# Phymeurus illepidus
Phymeurus illepidus är en insektsart som först beskrevs av Walker, F. 1870.  Phymeurus illepidus ingår i släktet Phymeurus och familjen gräshoppor. Inga underarter finns listade i Catalogue of Life.